# Jerzy Tomziński
 (mars 2022).
Jerzy Tomziński O.S.P.P.E., né Jan Tomziński le 24 novembre 1918 à Przystajń  et mort le 14 novembre 2021 à Blachownia est un prêtre catholique polonais, membre des Pères paulins, docteur en droit canonique, prédicateur, trois fois prieur du monastère paulinien de Jasna Góra, deux fois prieur général de l'Ordre de Saint-Paul-Premier-Ermite, procureur général de l'ordre près du Saint-Siège et père conciliaire au Concile Vatican II.

## Biographie
Jan Tomzinski est issu d'une famille nombreuse dont les parents sont agriculteurs. Le 1er décembre 1918, il est baptisé dans l'église de la Sainte Trinité à Przystajń. Dans son village natal, il entre en contact avec des pères pauliniens (entre autres Paweł Kosiak et Damian Sikorski), invités fréquents de sa famille. Dans l'atmosphère du "culte marial", nourrie notamment par son grand-père, son cheminement vers la religion a commencé grâce à sa patience et son humilité.
Après avoir obtenu son diplôme de fin d'études d'une école de son village natal, il part faire ses études au collège de l'Ordre paulinien de Skałka à Cracovie, où ses dons pour le violon, l'orgue et la trompette se révèlent. Après avoir obtenu son brevet des collèges, il entre en vocation le 5 août 1935 au noviciat paulien, sous le nom religieux de Jerzy. Après avoir terminé son noviciat, le 6 août 1936, il prononce ses premiers vœux temporaires à Leśna Podlaska, après quoi il retourne à Cracovie, où il termine ses études secondaires, en obtenant son baccalauréat le 23 mai 1938.
En septembre 1938, il commence des études philosophiques et théologiques au séminaire supérieur paulinien de Cracovie, mais en raison du déclenchement le 1er septembre 1939 de la Seconde Guerre mondiale, il poursuit son cursus à Jasna Góra, où il fait profession perpétuelle le 12 juillet 1942. 
Le 16 avril 1944, Jerzy Tomziński est ordonné prêtre par Mgr Teodor Kubina, évêque de Częstochowa, à Jasna Góra, après quoi il commence son ministère spirituel en tant que prédicateur et confesseur éminent, en particulier pour les jeunes. 
En 1945, il est nommé gardien du sanctuaire de Jasna Gora, préparant la grande célébration de la consécration du peuple polonais au Cœur Immaculé de Marie le 8 septembre 1946, et des cérémonies antérieures liées à la consécration de Mgr Stefan Wyszyński, archevêque de Lublin, plus tard primat de Pologne et bienheureux, avec lequel il était lié par une amitié et une confiance particulières.
Le 29 janvier 1949, le prieur général de l'Ordre paulin de l'époque le nomme curé, prieur et gardien du Sanctuaire marial  de Leśna Podlaska. Il y effectue un vaste travail pastoral, en particulier auprès des jeunes, provoquant des flambées religieuses, actives dans le domaine caritatif et social. Il contribue à la modernisation de la basilique de Leśna-Podlaska, en lançant la construction d'orgues, de bancs et de chaires. À l'époque stalinienne, il est contraint le 4 octobre 1951 de cesser ses activités et de quitter Leśna-Podlaska, après avoir enseigné des cours de religion à l'école (ce qui était alors interdit), pour retourner à Jasna Góra. Là, le 27 mai 1952, le Chapitre général de l'Ordre des Pères paulins le nomme Prieur du Sanctuaire de Jasna Gora.
Lors de son premier mandat, il entreprend des travaux de rénovation et d’entretien sur la montagne brillante, dans la chapelle et la salle des chevaliers. De plus, il initie une prière nationale pour la libération du Primat de Pologne, le cardinal Stefan Wyszyński, emprisonné depuis 1953, commençant par l’Acte d’offrande personnelle à la Vierge Marie.
Le 19 août 1957, au Chapitre général, il remet sa charge de prieur et part pour des études spécialisées en droit canonique à l'Université pontificale grégorienne de Rome, sous la direction du cardinal jésuite Urbano Navarrete, qui seront couronnées en 1962 d'un doctorat. Au même moment à Rome, il occupe les fonctions de prieur du monastère, procureur général de l'Ordre paulin près le Saint-Siège et confesseur des religieuses. En outre, il est prêtre de l'église di Gesù Nazareno de la Via dei Barbieri, et à la chapelle Notre-Dame de Częstochowa au sous-sol de la basilique Saint-Pierre. Par ailleurs, il a eu l'honneur lors de son séjour en Italie, le 20 septembre 1962, de rencontrer personnellement le stigmatiste et mystique saint Padre Pio à San Giovanni Rotondo.
Le 25 janvier 1959, il assiste à l'annonce de la convocation du Concile Vatican II par le pape Jean XXIII, et assiste à l'ouverture solennelle du Concile le 11 octobre 1962. Le 23 juillet 1963, il est élu prieur général de l'Ordre paulin. En tant que tel, il participe à la dernière et quatrième session du Concile qui s'est déroulée du 14 septembre au 8 décembre 1965. Il contribue au culte de Notre-Dame de Częstochowa en distribuant des images de celle-ci à tous les membres du Concile Vatican II. Après cela, il rédige un projet de nouvelle constitution de l'Ordre des Pères Paulins, le transférant au Saint-Siège pour approbation. Il a également travaillé pendant trente ans à la Commission mariale de l'épiscopat de Pologne.
En 1974, en tant que prieur du sanctuaire, il accepte la réalisation à Jasna Góra du film historique «Plus fort que la tempête» de Jerzy Hoffman. Le 7 avril 1978, il devient président du 600e anniversaire de la présence de l'icône de Jasna Góra, se consacrant à l'édition et à l'organisation de congrès mariaux nationaux et internationaux. Bientôt, il est nommé chroniqueur de Jasna Góra et correspondant de Radio Vatican et du Bulletin du Bureau de presse du Secrétariat épiscopal de Pologne, puis rédacteur en chef des magazines : « Niedziela » et « Jasna Góra ».
En 1990, il est élu pour la troisième fois prieur de Jasna Góra, à l'âge de 72 ans, préparant le sanctuaire pour la 6e Journée mondiale de la jeunesse, après quoi il reprend son travail éditorial, puis en raison de son âge démissionne.
Pour le Jubilé de son centenaire, le 2 septembre 2018, le Président de la Pologne, Andrzej Duda, lui remet en main propre la médaille de la Paix ainsi qu'une lettre de félicitations. 
Le jour de son Jubilé, le 24 novembre 2018, une messe est présidée par le prieur général de l'Ordre de Saint-Paul-Premier-Ermite, Arnold Chrapkowski. Puis, le 16 avril 2019, on célèbre son jubilé de diamant marquant ses 75 ans de prêtrise. 
Le 9 novembre 2021, en raison de l'aggravation de son état de santé, Jerzy Tomziński est transporté à l'hôpital Rudolf Weigl de Blachownia, où il meurt le 14 novembre, quelques jours avant son 103e anniversaire. Les obsèques, célébrées par Mgr Stanisław Gądecki, ont lieu le 17 novembre dans la Basilique de Jasna Gora. Il est ensuite inhumé au cimetière Saint Roch de Częstochowa dans le carré des pères paulins.